# フィレット (機械工学)

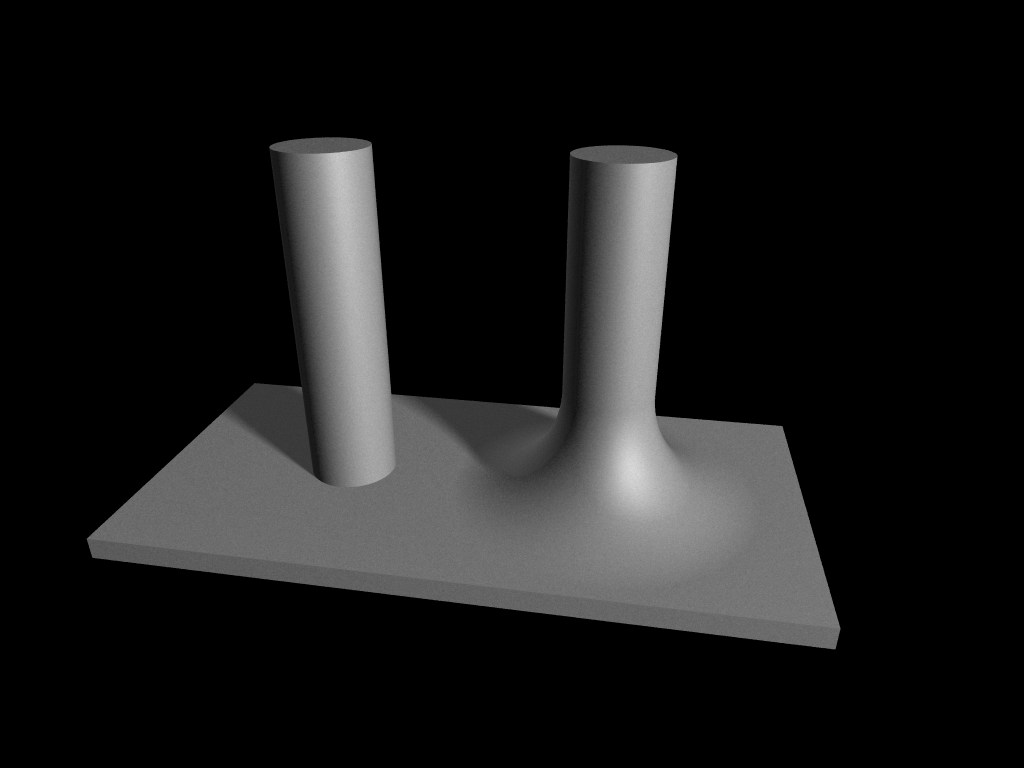
フィレットを付けないポール（左）と、フィレットを付けたポール（右）

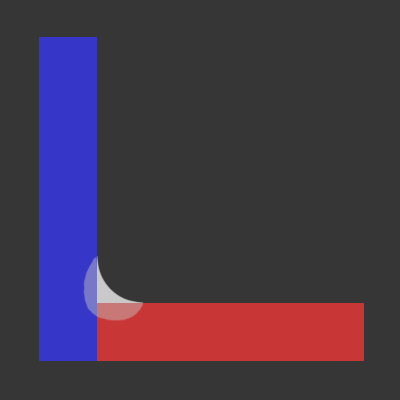
2つの部材を溶接した部分にフィレットが見られることが多い

フィレット（英：fillet）とは、機械工学の分野において、角の部分を丸める加工である。角を平面に加工する場合は「C面取り」（英：chamfer）と呼ばれる。幾何学的に見た場合、内側の角にフィレットを付けた場合は角のラインが凹型の曲線を描き、外側の角にフィレットを付けた場合は角のラインが凸型の曲線を描く。なお外側の角のフィレットは、フィレットと呼ばれるよりもR面取り（英：rounds）と呼ばれるのが一般的である。
フィレットは、溶接、はんだ付け、ろう付けを行った場所によく見られる。

## 応用例
- 応力集中とは、機械部品に負荷荷重がかかる問題であるが、これは高い応力がかかることが予想される点または線状の部分にフィレットをかけることで軽減できる。フィレットをかけることで、応力をより広い領域に分散させ、部品の耐久性が増加し、より大きな荷重に耐えられるようになる。
- 航空力学の見地においては、フィレットは航空機の翼、ストラット、その他の表層の構成部品が互いに接続する場所での干渉抗力を減らすために使用される。
- 製造業において、エンドミルで切削するとどうしても折り返し部分が丸くなるが、このエンドミルを使用して材料の凹部分を切削することができるように、凹型の角にフィレットが付けられる場合がある。現代では複雑な表面の曲面加工にボールエンドミルを使っている場合があるが、表面を切削するのと同じエンドミルを凹角を切削するのにも使えると、サイクル・タイム（製造時間の短縮）のメリットがある。
- ピン角（シャープエッジ、英：sharp edge）だと部品が損傷しやすかったり、取り扱い時に怪我をしたりする恐れがあるが、アール（英:Radius）を付けることによって、そのような恐れを無くすことができる[1]。

## 設計プロセス
ソリッドモデリングを採用したCADソフトウェアを利用すれば、「フィレット」コマンドを呼び出して対象のエッジを選択するだけで、部品のフィレットをささっと設計することができる。2つのシンプルな平面のフィーチャーを接続するスムースなエッジを作ることは、コンピュータにとっては普通は全く造作もないことで、人間のユーザーが指示すればすぐ完了する。CADで設計された部品にこのようなフィーチャーが含まれていた場合、あとはCNC（コンピュータ数値制御）加工機を使えば自動で製造してくれる。

## 機能の名称
それぞれのCADソフトにおいて、同じ操作に対して異なる名称を使用している。
- Autodesk Inventor、AutoCAD、CATIA、FreeCAD、Solidworks、Vectorworksでは、凹型および凸型の両方のエッジを丸めるコマンドを「フィレット」と呼び、エッジを斜角でカットする、または凹型の角に斜角を付ける処理を「面取り（chamfers）」と呼んでいる。
- CADKEYおよびUnigraphicsでは、凹型および凸型のエッジを丸める処理を「ブレンド」と呼んでいる。
- PTC Creo Elements / Pro（旧称Pro / Engineer）は、エッジに丸みをつける処理を単に「ラウンド」と呼んでいる。

- gameSpaceなど、設計用途ではない他の3Dソリッドモデリングソフトウェアプログラムにも同様の機能がある。